# Beta procumbens
Beta procumbens là loài thực vật có hoa thuộc họ Dền. Loài này được C.Sm. ex Hornem. mô tả khoa học đầu tiên năm 1805.